# Jacques Levesque
Ne pas confondre avec le politologue Jacques Lévesque.
Jacques Levesque (Montréal, 17 mars 1961 - ) est un artisan de l'image ayant travaillé pour la télévision et le cinéma, à la fois à Montréal et en Californie. 

## Filmographie
- Race to Mars (2007) (mini) série télévisée (post-production) (supervision des effets spéciaux)
- Les Quatre Fantastiques (Fantastic Four) (2005) (supervision des images numériques: Meteor studios)
- Alien Planet (2005) (TV) (supervision du compositing: Meteor Studios)
- The Librarian : Quest for the Spear (2004) (TV) (supervision du compositing: Meteor Studios)
- L'Exorciste, au commencement (Exorcist: The Beginning) (2004) (supervision du compositing: Meteor Studios)
- La Femme-chat (Catwoman) (2004) (supervision des images numériques: Meteor Studios)
- Extreme Engineering (2004) série TV (supervision des effets spéciaux sur scène)
- Scooby-Doo 2: les monstres se déchaînent (Scooby Doo 2: Monsters Unleashed) (2004) (supervision du compositing: Meteor Studios)
- Dinosaur Planet (2003) (mini) série TV (compositing: chef de département)
- Before We Ruled the Earth (2003) série TV  (chef compositing)
- La Turbulence des fluides (2002) (supervision des effets spéciaux)
- Lost Worlds: Life in the Balance (2001) (visual effects supervisor)
- Inside the Space Station (2000) (TV) (compositing numérique)
- The Secret Adventures of Jules Verne (2000) série TV (compositing numérique)
- Mystery Men (1999) (senior inferno compositing: POP Film & Animation)
- Judgment Day (1999) (V) (compositing numérique)
- Au-delà de nos rêves (What Dreams May Come) (1998) (compositing numérique: POP Animation)
- Dr. Dolittle (1998) (compositing numérique: POP Film)
- L'Homme au masque de fer (The Man in the Iron Mask) (1998/I) (compositing numérique: P.O.P. Animation)
- Flubber (1997) (compositing numérique)
- Contrat sur un terroriste (The Assignment) (1997) (compositing numérique: Buzz FX)
- La Vengeance de la femme en noir (1997) (compositing numérique: Buzz FX)
- Tireur en péril (Silent Trigger) (1996) (compositing numérique: Buzz FX)
- Planète hurlante (Screamers) (1995) (compositing: Buzz Image Group)
- Witchboard III: The Possession (1995) (compositing numérique: Buzz FX)